# 狭野神社
狭野神社（さのじんじゃ）は、宮崎県西諸県郡高原町にある神社。旧社格は県社で、後に官幣大社宮崎神宮の別宮となった。現在は再び独立の神社となり、神社本庁の別表神社になっている。霧島六所権現の一社である。

## 祭神
神日本磐余彦天皇（神武天皇）を主祭神とし、吾平津媛命・天津彦火瓊瓊杵尊・木花開耶姫命・彦火々出見尊・豊玉姫尊・鸕鶿草葺不合尊・玉依姫命を配祀する。社名は神武天皇の幼名「狭野尊」に因むものである。

## 歴史
孝昭天皇の時代、神武天皇が誕生した地（高千穂峰の麓の皇子原）に創建されたといわれている。また一説には、往古は霧島山上に鎮座していたが、霧島山の噴火の厄難をさけて一旦この地に遷座したとも伝えられる。その後、数度にわたる霧島山の噴火により社殿の焼失と遷座を繰り返しており、現在地に遷座したのは慶長15年（1610年）である。
当神社が創建当時鎮座していた元宮の地には、現在境外末社の皇子原神社が鎮座している。ここは神武天皇生誕の地といわれており、神社背後の「産婆石」（うべし）付近で生誕されたと伝えられている。また皇子原神社の鎮座地は皇子原古墳群でもあり、6基の古墳があり、皇子原神社は1号古墳の上に鎮座している。古墳は5世紀後半から6世紀前半の西諸県地方特有の地下式横穴墓と考えられている。
伝承では、当地は神武天皇（狭野尊）が幼年期を過ごされた所だといわれており、この地には皇子原、皇子滝、皇子川原、血捨ノ木、狭野渡、御池の皇子港などの地名が残っている。
1873年に県社に列格したが、1915年に官幣大社宮崎神宮の別宮に指定された。1898年からは、高木兼寛が宮崎神宮の大造営と同時に、神武天皇ゆかりの狭野神社の社殿の改修も行った。第二次大戦後に再び独立の神社となり、昭和51年（1976年）に神社本庁の別表神社に列格した。

## 祭事
- 祈年祭・特殊神事「苗代田祭」（2月18日）
- 御田植祭（5月16日）
- 例祭（10月23日）
- 新嘗祭（11月23日）
- 狭野神楽（12月第1土曜日、元は旧暦10月16日） - 「高原の神舞（かんめ）」として国の重要無形民俗文化財に指定